# Agni Mogollón
Agni Mogollón (San Tomé, Venezuela, 19 de junio de 1951) es uno de los íconos de la llamada Generación de los 1980 en Venezuela. Cantautor y músico de larga trayectoria del rock y del pop Venezolano desde el San Tomé de su juventud hasta nuestros días, su tránsito por la música ha estado lleno de éxitos… 
Participó en los grupos The Jokers, Estructura, Gina y Agni además de su carrera como solista, con éxitos como Los Locos de Siempre que se convirtió en un himno generacional, le han dado un lugar importante en la historia de la música en Venezuela, participante en varios Festivales Internacionales. 12 discos grabados, hijo ilustre de su estado natal Anzoátegui, 4 veces condecorado por la República de Venezuela y honrado por la Organización de la Televisión Iberoamericana (OTI) por su contribución a la música de habla Hispana. Ahora de nuevo ha vuelto a sus raíces, al Blues y al rock and roll y con la guitarra eléctrica como compañera con Stevie Ray Vaughan, T Bone Walker, Hubert Sumlim, Rori Gallager, Robert Johnson, Memphis Slim, Johnny Winter, Roy Buchanan y Eric Clapton como influencias, ahora acompaña a su voz por todo el repertorio de los grandes clásicos del género.
Actualmente se encuentra residenciado en la ciudad de Lecheria , Anzoategui, VEN. 
- Datos: Q5659896